# Donje Štiplje
Donje Štiplje (en serbe cyrillique : Доње Штипље) est un village de Serbie situé sur le territoire de la ville de Jagodina, district de Pomoravlje. Au recensement de 2011, il comptait 200 habitants.

## Démographie
| 1948 | 1953 | 1961 | 1971 | 1981 | 1991 | 2002 | 2011 |
| ---- | ---- | ---- | ---- | ---- | ---- | ---- | ---- |
| 786  | 722  | 650  | 518  | 418  | 356  | 272  | 200  |

|  |

## Personnalité
Le peintre naïf Dobrosav Milojević est né dans le village en 1948 ; il vit et travaille à Donje Štiplje.